# Parisotoma quinquedentata
Parisotoma quinquedentata är en urinsektsart som beskrevs av John Tenison Salmon 1943. Parisotoma quinquedentata ingår i släktet Parisotoma och familjen Isotomidae. Inga underarter finns listade i Catalogue of Life.